# Mollandsøyna
Mollandsøyna est une île dans le landskap Sunnhordland du comté de Vestland. Elle appartient administrativement à Masfjorden.

## Géographie
Rocheuse et couverte d'arbres, elle s'étend sur environ 676 m de longueur pour une largeur approximative maximale de 521 m. Elle compte moins d'une dizaine d'habitations. 